# Matteo Sobrero
Matteo Sobrero (Alba, 14 maggio 1997) è un ciclista su strada italiano che corre per il team Red Bull-Bora-Hansgrohe. Professionista dal 2020, nel 2021 ha vinto il titolo nazionale a cronometro e il titolo europeo nella staffetta mista.

## Palmarès

### Strada
- 2014 (Aspiratore Otelli-Castanese Juniores)[1]

3ª tappa Tre Giorni Bresciana (Sarezzo > Sarezzo)
- 2015 (S,C. Verbania-Bustese Olonia Juniores)[2]

Trofeo Graziella e Francesco Pistolesi
Bracciale del Cronoman - Coppa Trofeo Bonimi (cronometro)
G.P. Roberto - Memorial Luigi Bocca
4ª tappa 3Giorni Orobica (Lallio > San Paolo d'Argon)
3ª tappa, 1ª semitappa Trittico del Veneto (Colle Umberto)
Classifica generale Trittico del Veneto
- 2017 (Team Colpack)[3]

2ª tappa Vuelta a Bidasoa (Hendaye > Hondarribia)
- 2018 (Dimension Data for Qhubeka)[4]

4ª tappa Tour of Good Hope (Paarl > Paarl)
5ª tappa Tour of Good Hope (Paarl > Paarl)
Coppa della Pace - Trofeo F.lli Anelli
- 2019 (Dimension Data for Qhubeka)[5]

Strade Bianche di Romagna
Coppa Fiera di Mercatale
Gran Premio Palio del Recioto
Campionati italiani, Prova a cronometro Under-23
- 2021 (Astana-Premier Tech, una vittoria)

Campionati italiani, Prova a cronometro
- 2022 (Team BikeExchange-Jayco, una vittoria)

21ª tappa Giro d'Italia (Verona, cronometro)
- 2023 (Team Jayco AlUla, una vittoria)

4ª tappa Österreich-Rundfahrt (St. Johann Alpendorf > Steyr)

#### Altri successi
- 2018 (Dimension Data for Qhubeka)

Classifica a punti Tour of Good Hope
- 2021 (Astana - Premier Tech)

Campionati europei, Staffetta mista (con la Nazionale italiana)

## Piazzamenti

### Grandi Giri
- Giro d'Italia

2020: 76º
2021: 61º
2022: 70º
- Tour de France

2024: 60º
- Vuelta a España

2023: 86º

### Classiche monumento
- Milano-Sanremo

2021: 65º
2023: 37º
2024: 12º
- Liegi-Bastogne-Liegi

2023: 21ª
2024: ritirato
- Giro di Lombardia

2020: ritirato
2021: ritirato
2022: ritirato

### Competizioni mondiali
- Campionati del mondo

Richmond 2015 - Cronometro Junior: 12º
Richmond 2015 - In linea Junior: 15º
Innsbruck 2018 - Cronometro Under-23: 9º
Innsbruck 2018 - In linea Under-23: ritirato
Yorkshire 2019 - Cronometro Under-23: 27º
Fiandre 2021 - Cronometro Elite: 21º
Fiandre 2021 - Staffetta mista: 3º
Wollongong 2022 - Cronometro Elite: 15º
Wollongong 2022 - Staffetta mista: 2º

### Competizioni europee
- Campionati europei

Tartu 2015 - Cronometro Junior: 24º
Tartu 2015 - In linea Junior: ritirato
Zlín 2018 - Cronometro Under-23: 19º
Zlín 2018 - In linea Under-23: ritirato
Alkmaar 2019 - Cronometro Under-23: 19º
Trento 2021 - Staffetta mista: vincitore
Drenthe 2023 - Cronometro Elite: 20º
Drenthe 2023 - Staffetta mista Elite: 2º
Drenthe 2023 - In linea Elite: 35º

## Riconoscimenti
- Memorial Gastone Nencini nel 2021[6]